# Rallye Aïcha des Gazelles

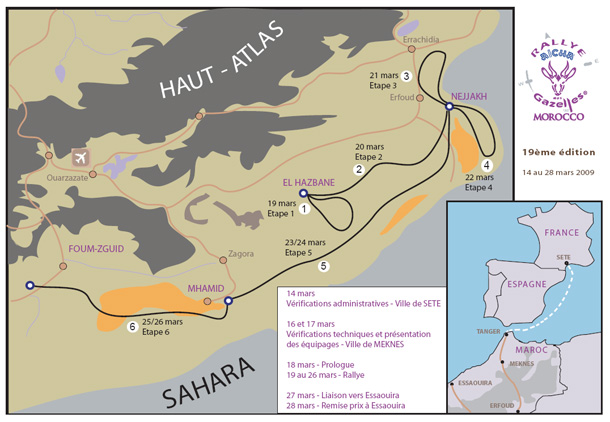
Die Route der Rallye 2009

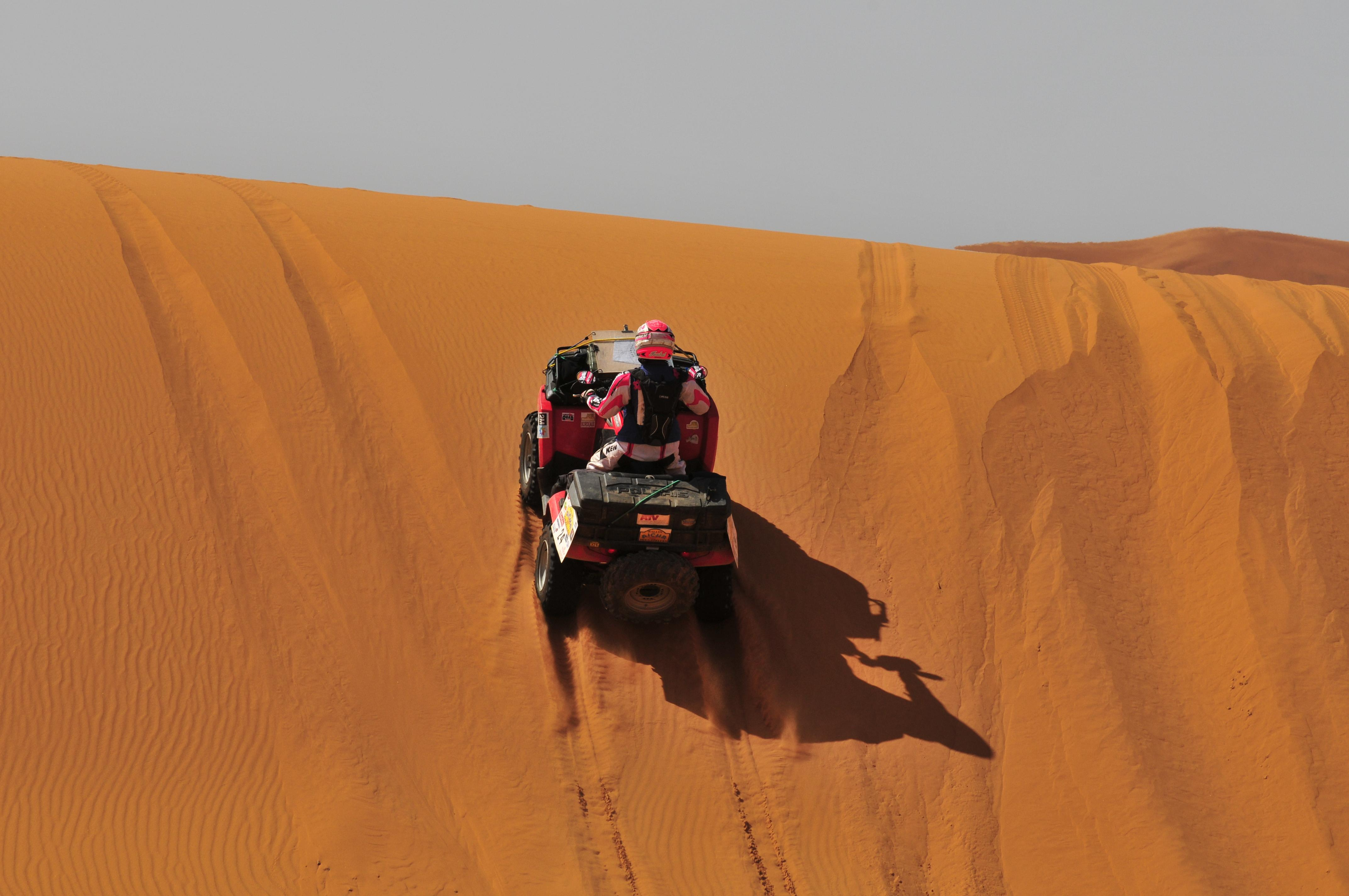
Gewinnerinnen 2009 der Kategorie Quad: Team 24 in den Dünen

Die Rallye Aïcha des Gazelles ist eine Rallye, die im marokkanischen Hinterland stattfindet. Die Besonderheit der Rallye ist, dass ausschließlich Frauen teilnehmen dürfen.
Im Jahr 2009 fand die 19. Auflage vom 18. bis 26. März statt, bei der 119 Teams in den drei Kategorien Quad/Motorrad, 4×4-Geländewagen und Lkw, sowie SUV (Sport Utility Vehicle) an den Start gingen. Die Rallye führte von Meknès nach Essaouira am Atlantik.

## Modus

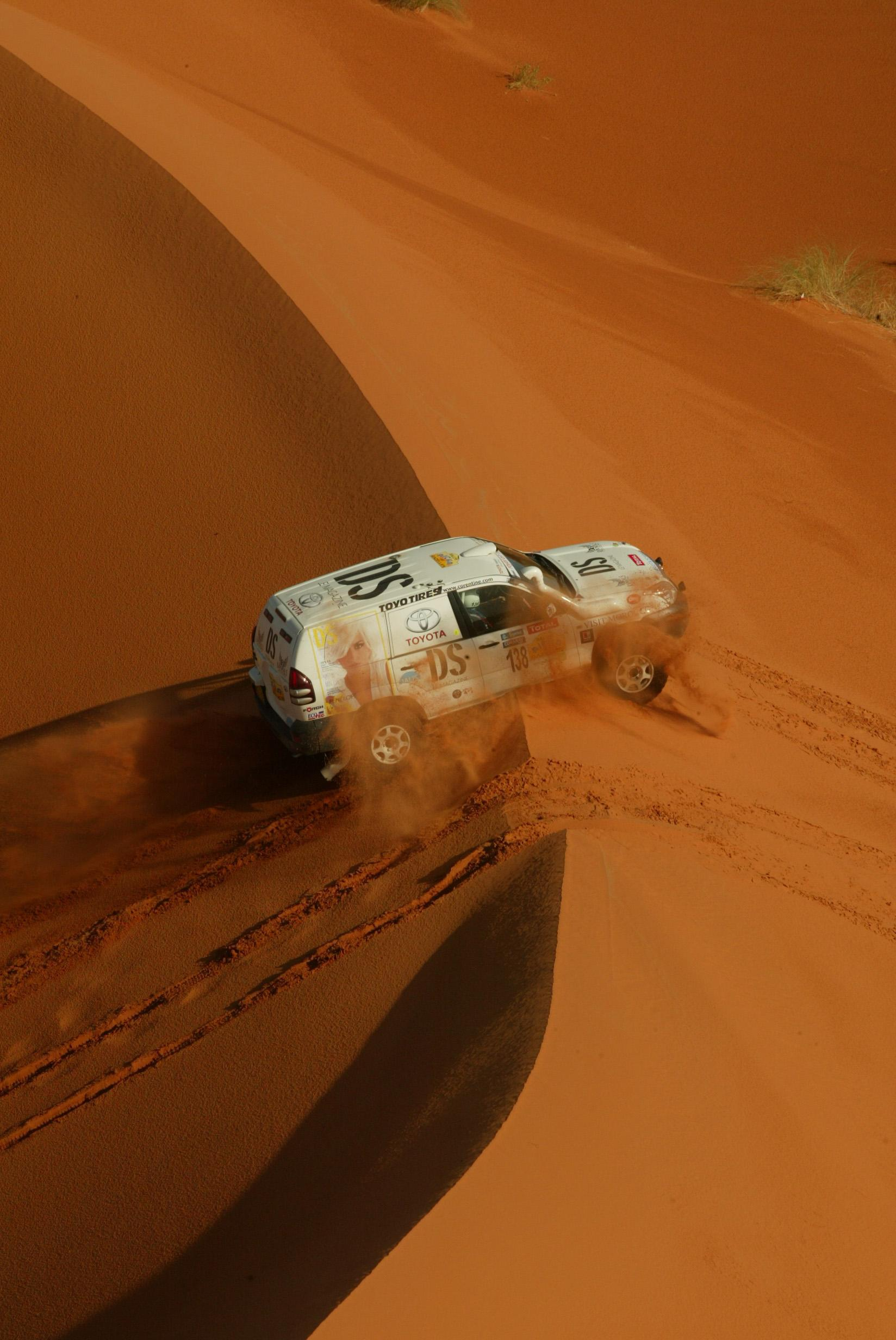
Die Gewinnerinnen 2009 der Kategorie 4×4: Team 138 beim Passieren der Dünen

Die Rallye geht über 2500 Kilometer, dabei unter anderem durch ausgetrocknete Flussbette und durch die Dünen der westlichen Sahara-Ausläufer. Die Rallye besteht aus sieben Etappen, wovon zwei Marathon-Etappen über zwei Tage sind. Die Teams dürfen nur Kompass, Trip Counter und Karte zur Orientierung verwenden, also auch kein GPS, keine Feldstecher oder Mobiltelefone. Es gewinnt nicht das schnellste Team, sondern das, das im Rahmen der vorgegebenen Zeitleiste die geringste Anzahl von Kilometern zwischen den Checkpoints auf dem Tacho hat. Strafpunkte werden dagegen vergeben, wenn eine weitere Strecke gefahren wird, technische Unterstützung angefordert wird oder Checkpoints ausgelassen werden.

## Historie
Die Chefin der veranstaltenden Agentur Maienga, Dominique Serra, organisierte im Jahr 1990 die erste Frauenrallye, ihrer Zeit weit voraus im männlich dominierten Motorsport. Ursprünglich geplant als Imagekampagne und um Vorurteile auszuräumen, zählt die Rallye heute zu den wichtigsten Motorsportereignissen in Frankreich. Die diesjährige Rallye stand unter der Schirmherrschaft des marokkanischen Königs Mohammed VI., der in seinen zehn Jahren Amtszeit unter anderem das Familienrecht zu Gunsten der Frauen in Marokko liberalisierte.

## Coeur des Gazelles

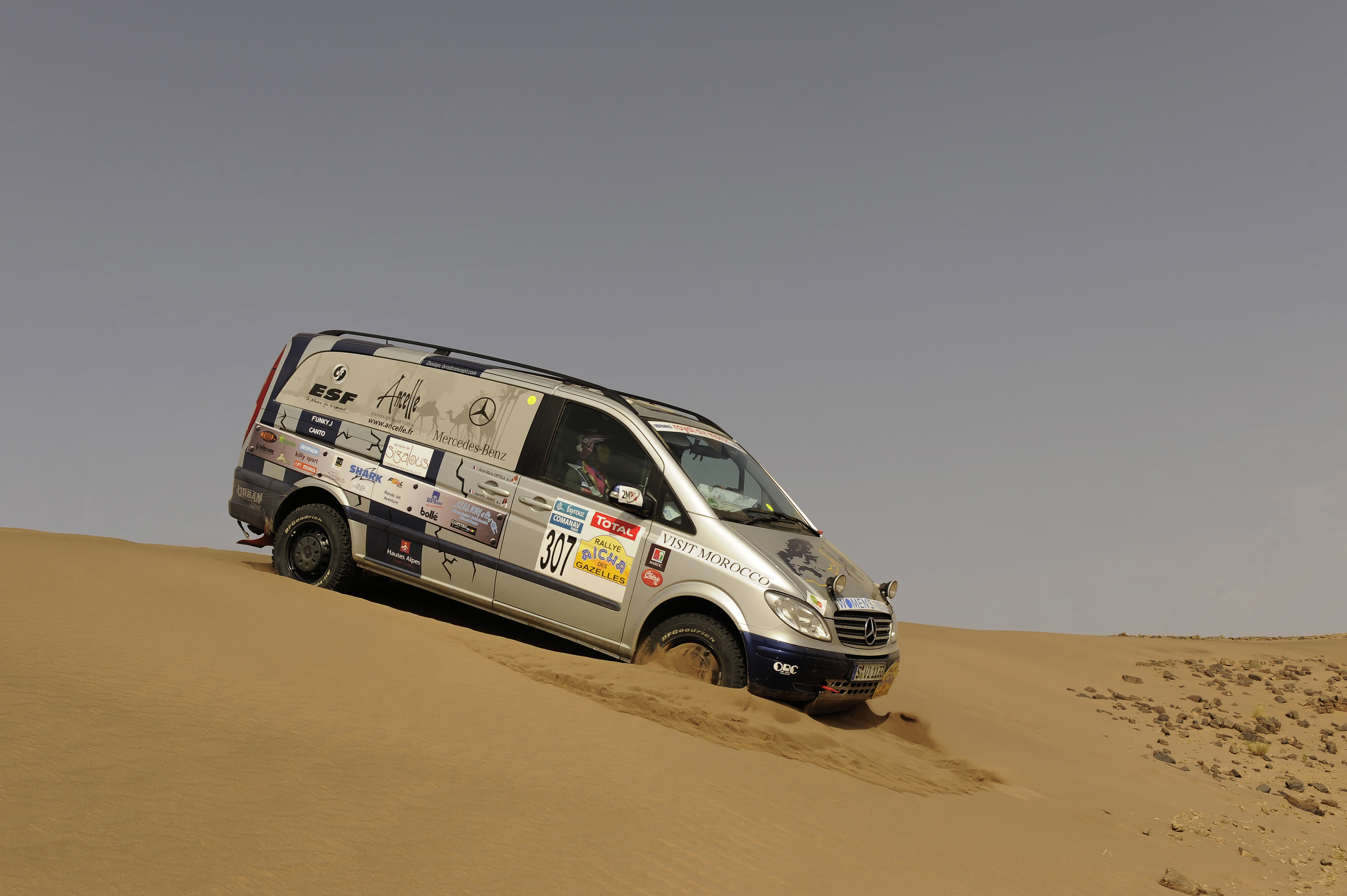
Die Gewinnerinnen 2009 der Kategorie Crossover: Team 307 mit Mercedes-Benz Viano

Einen Lohn oder ein Preisgeld gibt es für die Teilnehmerinnen nicht. „Die Rallye ist nicht einfach ein Autorennen – sie ist ein Engagement“, sagt Dominique Serra. Mit den Einnahmen der Rallye werden Ärzteteams finanziert, die zwischenzeitlich das ganze Jahr über Nomaden und die Bewohner abgelegenerer Dörfer und Siedlungen im südlichen Teil Marokkos versorgen. Während der Rallye fährt ein medizinischer Konvoi mit einer mobilen Klinik durch das Land. Acht Ärzte kümmern sich um die lokale Bevölkerung und 2012 Jahr wurden 4582 Patienten kostenlos behandelt. Zusätzlich wurden Schulen finanziell unterstützt und ein Waisenhaus eingerichtet.

## Gewinnerinnen

### 2009

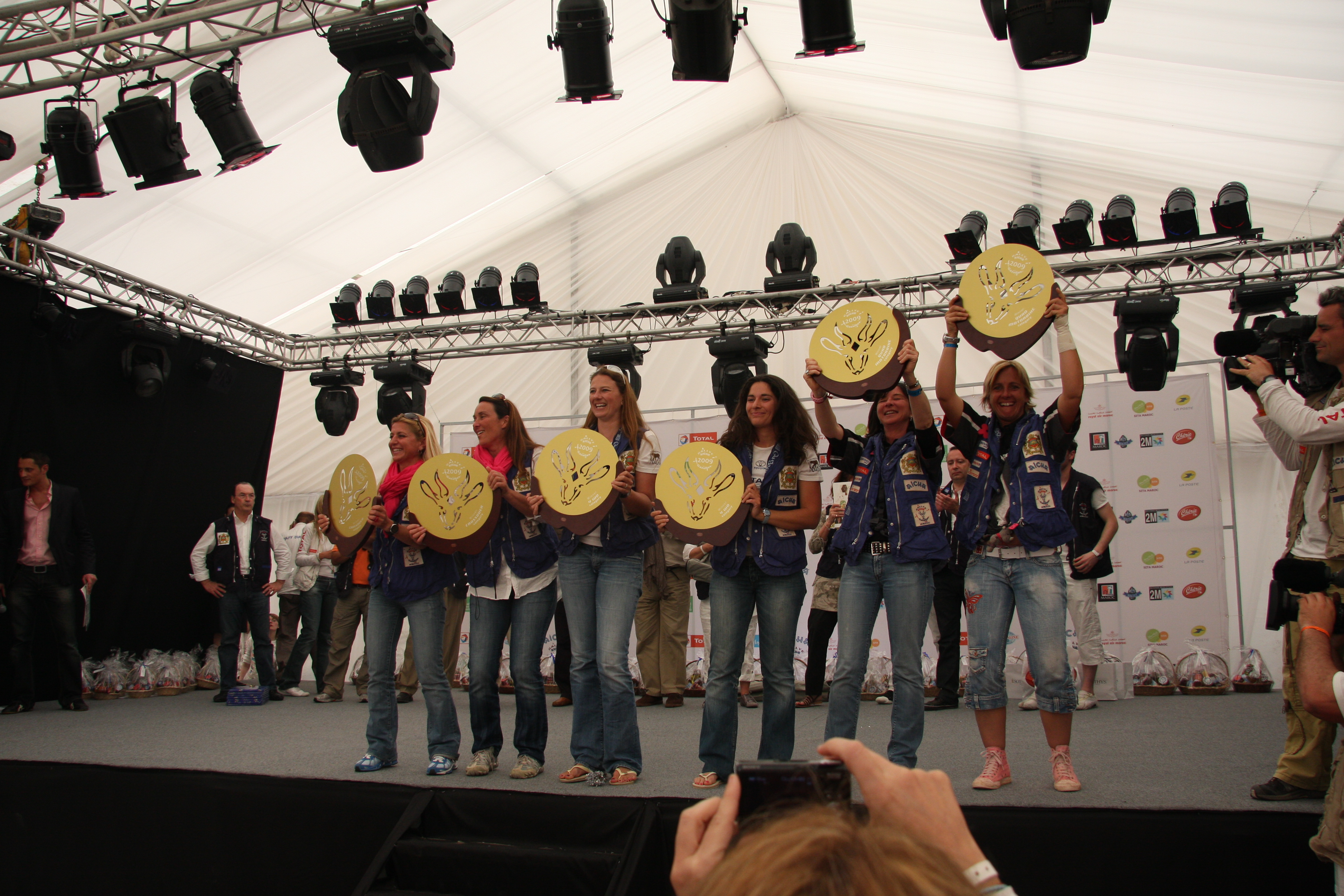
Die Gewinnerinnen der Rallye 2009

- Kategorie 4WD: Team 138 (Corentine Quiniou und Florence Migraine-Bourgnon, Toyota Land Cruiser)
- Kategorie Crossover: Team 307 (Anne-Marie Ortola und Jeanette James, Mercedes-Benz Viano)[2]
- Kategorie Quad: Team 24 (Isabelle Castel and Elizabeth Kraft, Polaris Sportsman 500)

### 2010
- Kategorie 4WD: Team 125, Christine Laloue und Claudine Amat auf Land Rover Discovery
- Kategorie Crossover: Team 315, Isabelle Charles und Dounia Bennani auf Dacia Duster
- Kategorie Quad: Team 23, Betty Kraft und Anne Moisans auf Polaris Quad

### 2011

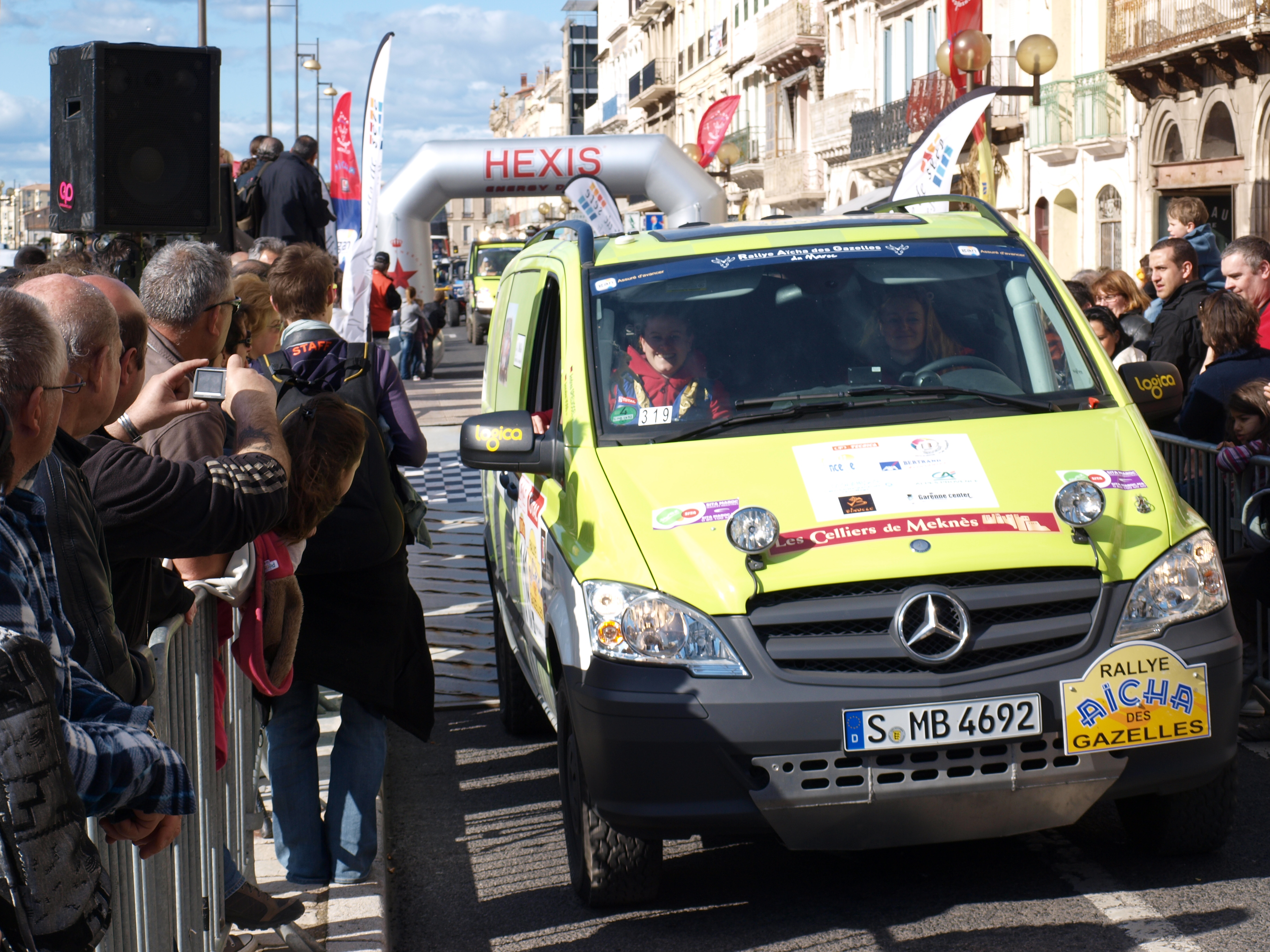
Gewinnerinnen 2011 der Kategorie Crossover: Team 319 am Start in Sete

- Kategorie 4WD: Team 124, Carole Montillet und Syndiely Wade auf Nissan Springbok
- Kategorie Crossover: Team 319, Andrea Spielvogel und Anneke Voss auf Mercedes-Benz Vito 4×4
- Kategorie Quad: Team, Betty Kraft und Caroline Couet-Lannes auf Polaris Industries Sportsman 850 xps

### 2012
- Kategorie 4WD: Team 187, Carole Montillet und Julie Verdaguer auf Buggy Jugand
- Kategorie Crossover: Team 310, Sylvie Husson und Sophie Goset auf Dacia Duster
- Kategorie Quad: Team 20, Dorothée Langlois und France Cleves auf Polaris Industries RANGER RZR 800 S

## Rallye und Umwelt

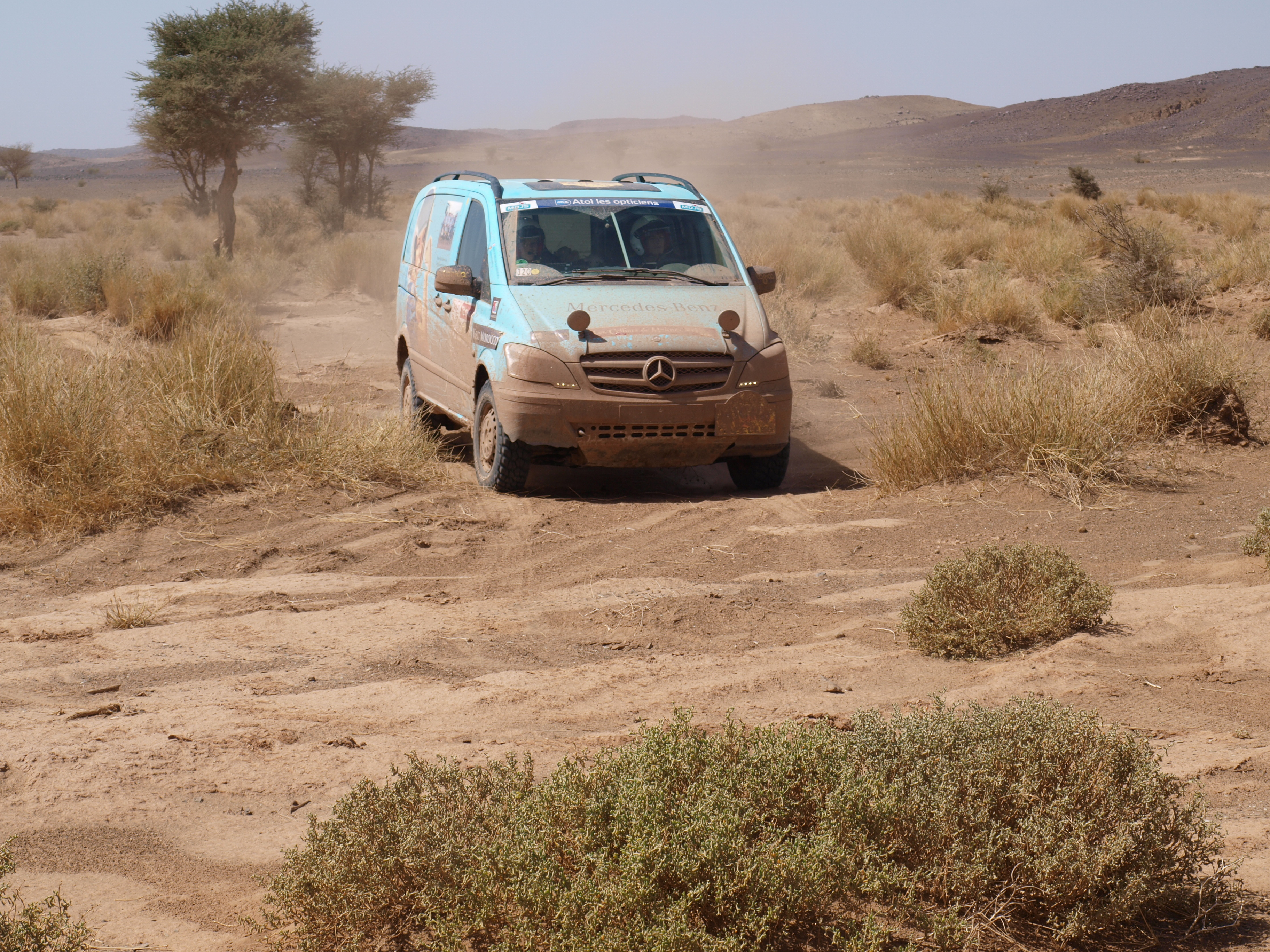
Team 320 auf Vito 4×4,Gewinnerinnen 2012 der Logica-Eco-Drive-Wertung in der Kategorie Crossover

Die Rallye legt für eine Motorsportveranstaltung großen Wert auf die Schonung der Umwelt und Reduzierung der CO2-Emissionen. Beispielsweise wird auf der Rallye mit einer so genannten Emission-Monitoring-Lösung, kurz EMO, das Fahrverhalten der Teilnehmerinnen kontinuierlich gemessen, täglich analysiert und um individuelle Spartips ergänzt, grafisch ausgewertet. Logica, der Technologiepartner der Rallye, stellt die Hardware bereit und unterstützt bei der Analyse. 2012 wurde erstmals die Logica Eco Drive ausgerufen, ökonomisches Fahren im Sinne von geringem Kraftstoffverbrauch wird prämiert.

### Gewinnerinnen 2012
- Kategorie 4WD: Team 107, Amy Lerner und Tricia Reina auf Jeep Wrangler Unlimited Rubicon
- Kategorie Crossover: Team 320, Marie Le Neillon-Quesseveur und Susanne Ehmer auf Mercedes-Benz Vito 4×4[3]